# Abua jezik
Abua jezik (ISO 639-3: abn), jedan od cross river jezika, uže skupine Abua-Odual, kojim govori 25 000 ljudi (1989 Faraclas) u nigeriskoj državi Rivers.
Postoji četiri dijalekta, od kojih je centralni abuanski razumljiv svima, ostala tri su emughan, otapha i okpeden. Najsrodniji je jeziku odual

## Vanjske poveznice
- Ethnologue (14th)
- Ethnologue (15th)